# 박씨전
박씨전(朴氏傳)은 작자 미상의 조선시대 소설로 대표적인 군담소설로 분류된다. 숙종시대에 발간된 것으로 알려져 있다. 병자호란을 역사적 배경으로 하고 여성을 주인공으로 청나라에 복수를 하는 호국적인 내용을 담고 있다. 

## 줄거리
이득춘의 아들 이시백과 박소저(박씨부인)가 사돈들의 합의하에 혼인한다. 그러나 이시백은 박소저의 외모에 크게 낙담하고 초야 이후 박소저를 외면한다. 박소저는 이시백을 원망하지 않으며 며느리로서 할 일을 다 한다. 
어느 날 박소저가 친정에 박처사를 뵈러 갔을 때, 박소저는 박처사로부터 액운이 다 됐다는 예언을 듣게 되고, 박처사의 진언을 듣자 박소저의 허물이 벗겨지고 천하 제일의 가인으로 변한다. 
이후 박소저는 자신의 아우인 용율대의 복수를 위해 대군을 몰고 온 청나라 장수 용골대를 만나게 된다. 박소저는 여러 도술과 재주로 용골대와 군대를 물리치고, 청으로 끌려갈 위험에 처해 있던 왕비까지 구출한다. 이로 인해 인조로부터 칭송을 받으며 충렬정경부인에 봉해진다.

## 참고 문헌
- 박관호 역, 박씨전, 대교출판, 2005년, ISBN 8939519477